# Ludwig Seiermann
Ludwig Seiermann (* 9. Juni 1903 in Neustadt an der Aisch; † 9. Januar 1979 in Garmisch-Partenkirchen) war ein deutscher Staatssekretär.

## Leben und Beruf
Seiermann studierte Rechtswissenschaft in Würzburg. Dort wurde er auch Mitglied der Landsmannschaft Teutonia Würzburg. Von 1924 bis 1947 war Seiermann Mitglied der Geschäftsführung des Spitzenverbandes der deutschen Binnenschifffahrt. Anschließend arbeitete er für die Zweizonenverwaltung in Frankfurt am Main und wurde 1949 in das neugebildete Bundesministerium für Verkehr übernommen, wo er als Ministerialdirektor die Abteilung Binnenschifffahrt leitete.

## Öffentliche Ämter
Seiermann war von November 1957 bis März 1967 beamteter Staatssekretär im Bundesministerium für Verkehr.

## Veröffentlichungen
- mit Erich Schreiber, Binnenschiffahrts-Handbuch 1955/56, Krausskopf-Verlag, Wiesbaden 1955.